# Hurez, Brașov
Hurez este un sat în comuna Beclean din județul Brașov, Transilvania, România.

## Istorie
În anul 1733, când episcopul unit Inocențiu Micu-Klein a dispus organizarea unei conscripțiuni în Ardeal, în localitatea Hurez au fost recenzate 45 de familii. Cu alte cuvinte, în Hurezul anului 1733, trăiau circa 225 de persoane. Din registrul conscripțiunii mai afăm că preotul care servea la biserica din sat se numea Opre (Oprea), era greco-catolic și era căsătorit a doua oară, după decesul primei soții: bigamus.

## Imagini

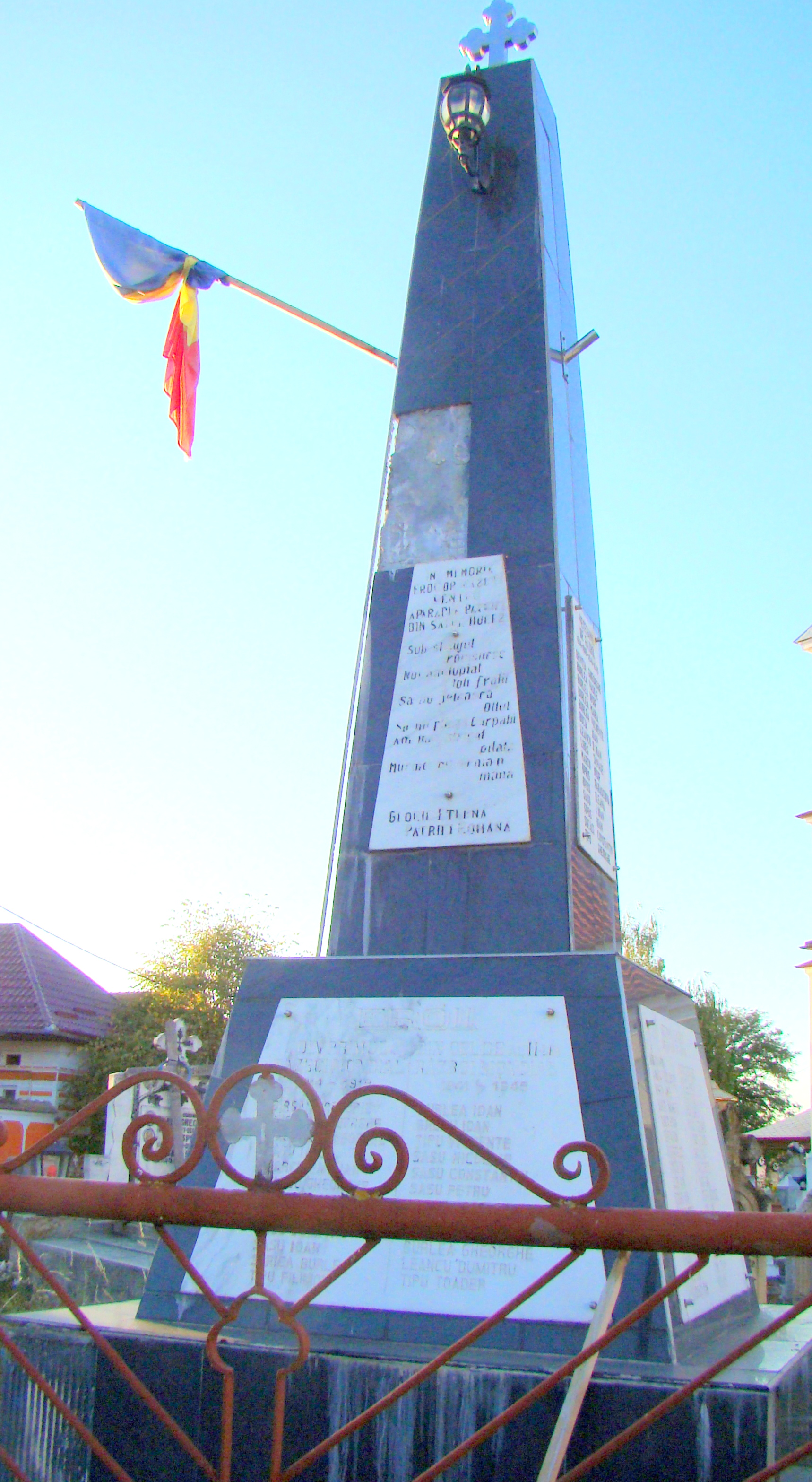
Monumentul eroilor
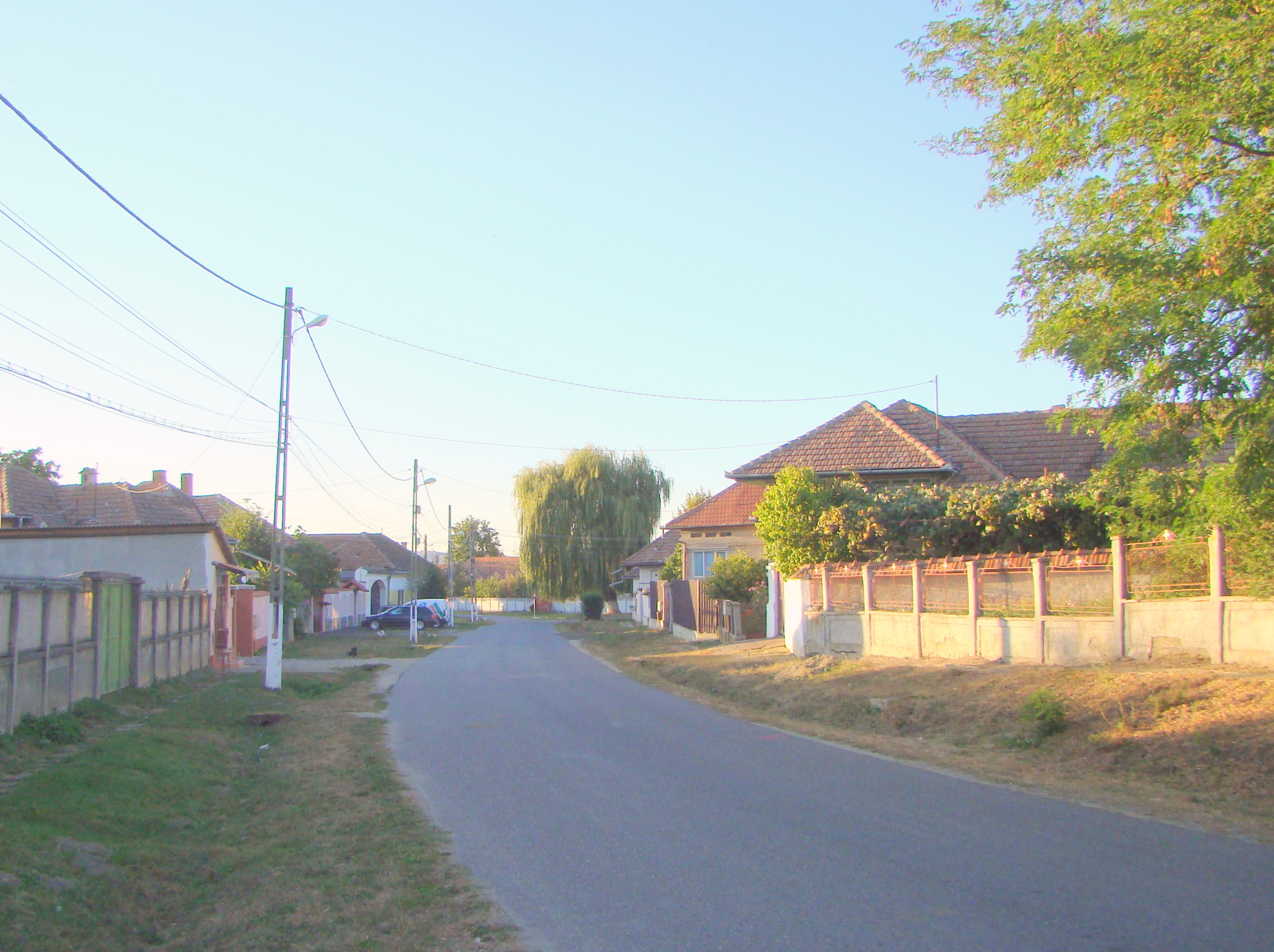
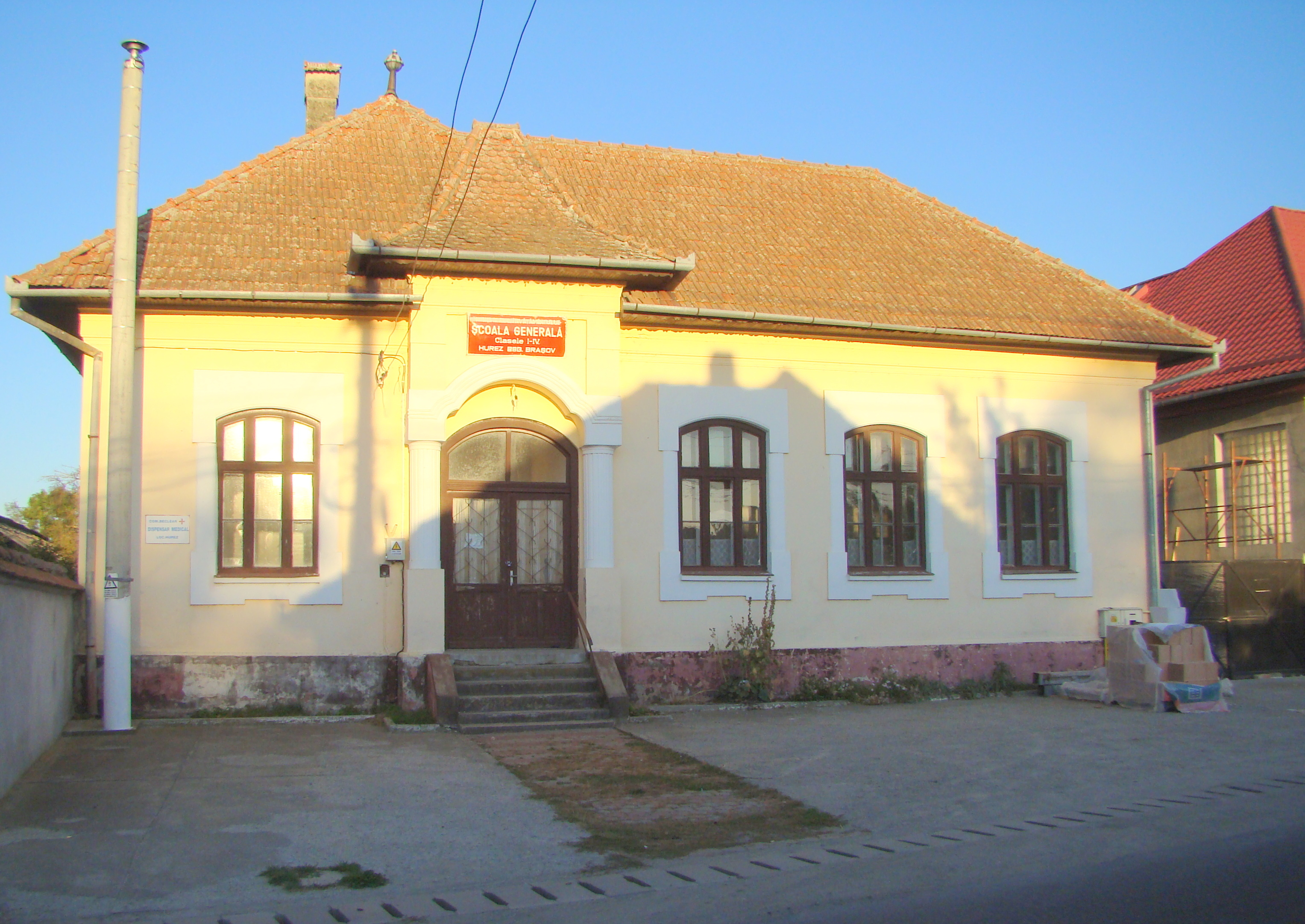
Școala
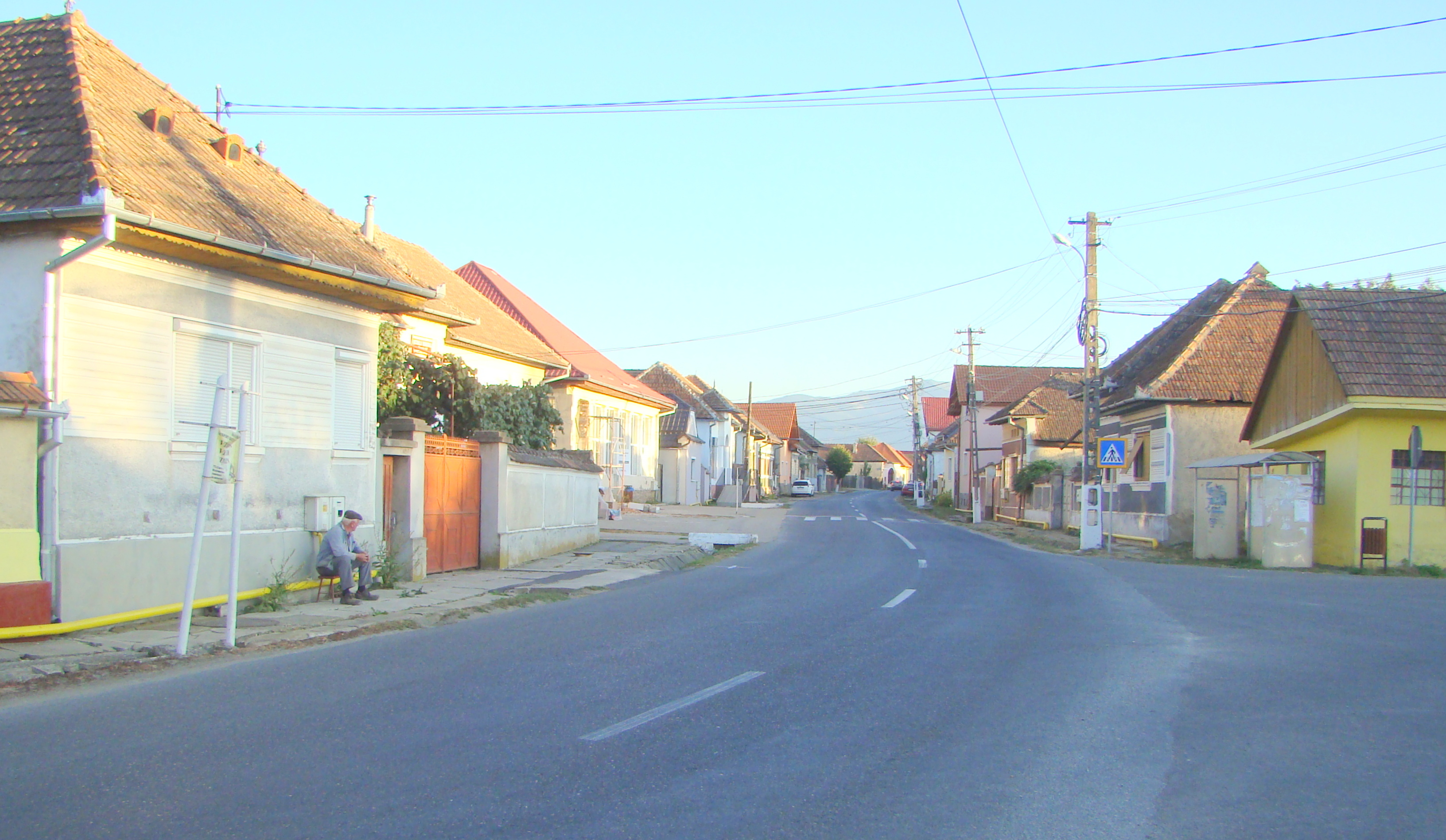
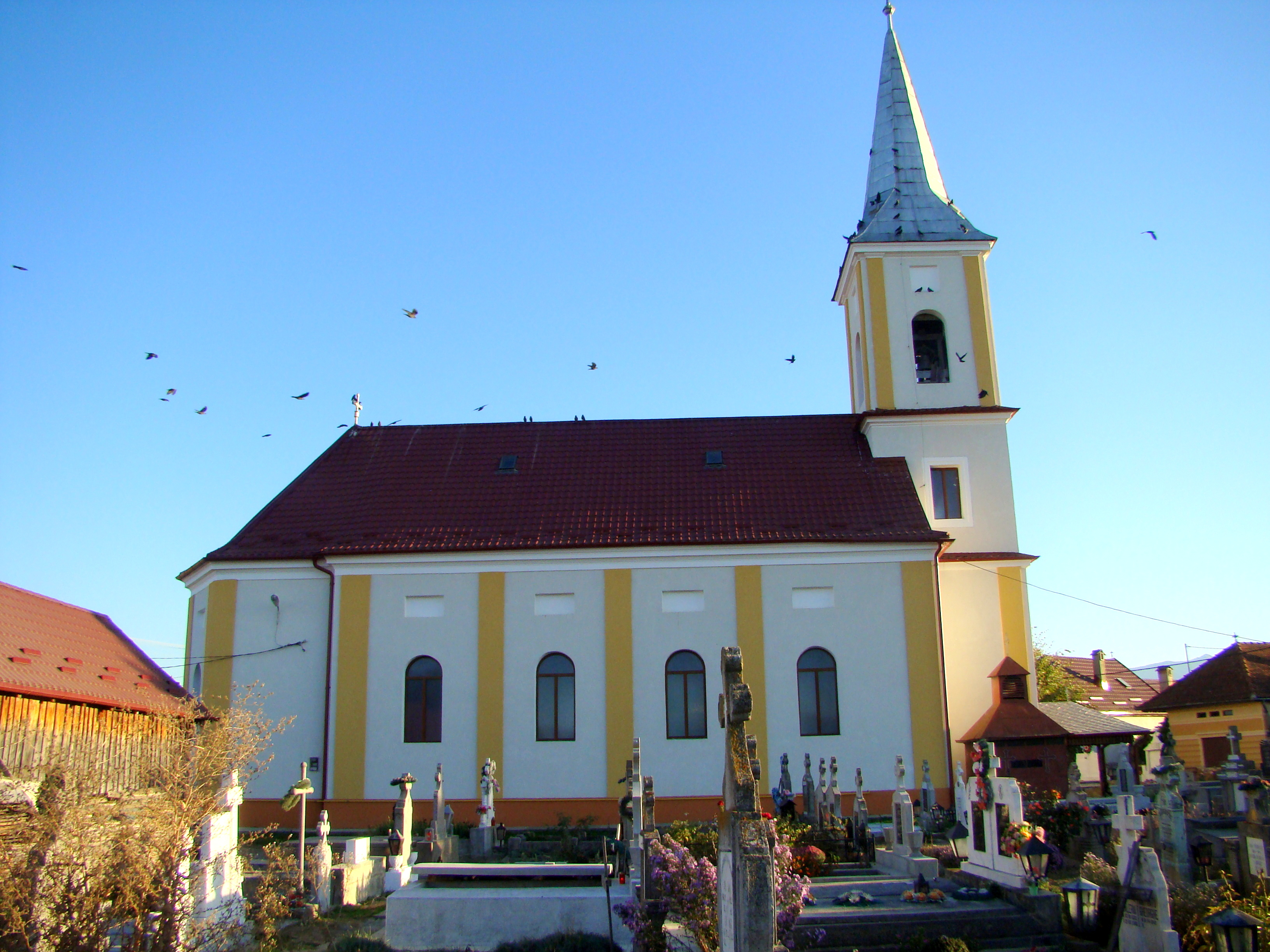
Biserica „Cuvioasa Paraschiva” (1863)
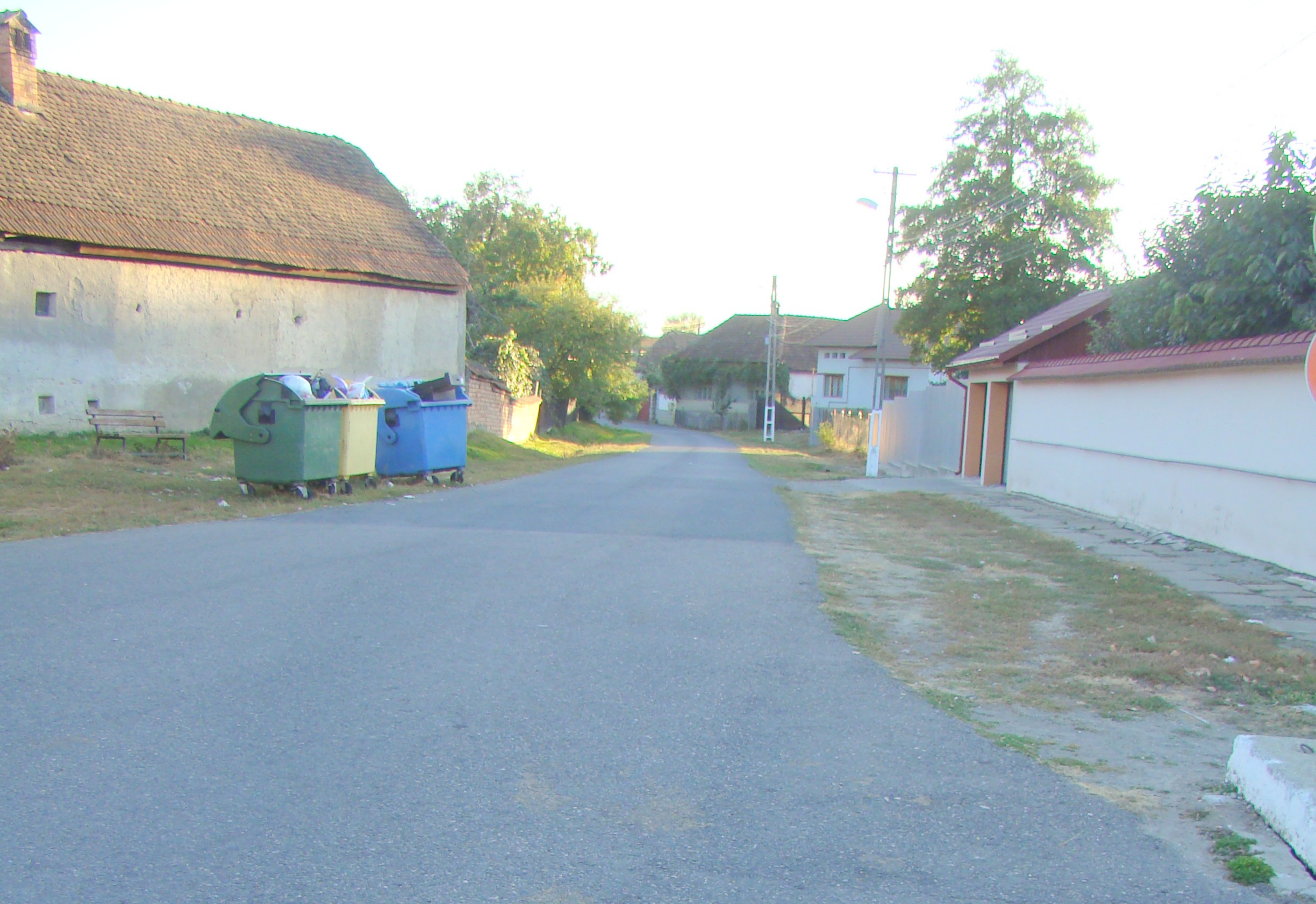